# Зильдяровский сельсовет
Зильдяровский сельсовет — муниципальное образование в Миякинском районе Башкортостана.
Административный центр — село Зильдярово.

## История
Согласно Закону о границах, статусе и административных центрах муниципальных образований в Республике Башкортостан имеет статус сельского поселения.

## Население
| 2002  | 2009  | 2010  | 2012  | 2013  | 2014  | 2015  |
| ----- | ----- | ----- | ----- | ----- | ----- | ----- |
| 2164  | ↘2152 | ↘1767 | ↘1669 | ↘1612 | ↘1573 | ↘1537 |
| 2016  | 2017  | 2018  |       |       |       |       |
| ↘1516 | ↘1479 | ↘1448 |       |       |       |       |

## Состав сельского поселения
| № | Населённый пункт | Тип населённого пункта       | Население |
| - | ---------------- | ---------------------------- | --------- |
| 1 | Зильдярово       | село, административный центр | ↘890      |
| 2 | Шатмантамак      | село                         | ↘528      |
| 3 | Исламгулово      | деревня                      | ↘205      |
| 4 | Тимяшево         | деревня                      | ↘64       |
| 5 | Успех            | деревня                      | ↘55       |
| 6 | Чияле            | деревня                      | →12       |
| 7 | Карышево         | деревня                      | ↘11       |
| 8 | Яшелькуль        | деревня                      | →2        |

## Известные уроженцы
- Яппаров, Карам Халиуллович (24 декабря 1924 — 4 июня 2016) — сталевар горно-обогатительного комбината в Качканаре Свердловской области, участник Великой Отечественной войны, Герой Социалистического Труда (1977)[16][17].

## Достопримечательности
- Шатман-Тамакские курганы — 4 кургана, в 700 метрах к юго-востоку от села Шатмантамак, на ровном распахиваемом плато левого берега реки Уязы.